# Erwin Popper
Pour les articles homonymes, voir Popper.
Erwin Popper, né le 9 décembre 1879 et mort le 28 septembre 1955 est un pédiatre autrichien à qui l'on doit avec Karl Landsteiner, en 1908, la découverte du virus de la polio.
Popper soutient sa thèse de doctorat à Vienne en 1903 et devient ensuite chirurgien militaire dans l'artillerie. De 1904 à 1905 il est employé comme médecin assistant à l'hôpital Wiedner de Vienne, puis auWilhelminenspital. En 1911 il est médecin résident à la policlinique générale (Allgemeine Poliklinik). À partir de 1918 il travaille comme pédiatre à Vienne et directeur de la section pédiatrique de la caisse maladie de Vienne (Wiener Krankenkasse), une société d'assurance médicale statutaire).
En 1938 il émigre en Angleterre et occupe jusqu'en 1942 des postes de médecin dans des pensionnats d'enfants. Il sera ensuite médecin résident dans le Cheshire jusqu'en 1945.

## Source
- (de) Paul Speiser. Karl Landsteiner, Entdecker der Blutgruppen und Pionier der Immunologie ; Biographie eines Nobelpreisträgers aus der Wiener Medizinischen Schule, 3rd edition, Berlin, Blackwell Ueberreuter-Wiss. 1990  (ISBN 3-89412-084-3), page 150